# 1917
Il 1917 (MCMXVII in numeri romani) è un anno  del XX secolo.

## Eventi
- 17 gennaio: gli Stati Uniti pagano alla Danimarca 25 milioni di dollari per le Isole Vergini.
- 3 febbraio: pur non essendo ancora entrati in guerra, gli Stati Uniti rompono le proprie relazioni diplomatiche con la Germania, dopo che quest'ultima aveva dichiarato di voler intraprendere una guerra sottomarina senza rispettare i confini delle proprie acque territoriali.
- 27 febbraio: Colpo di Zurigo - la notte tra il 27 ed il 28 febbraio, a Zurigo, il servizio di controspionaggio della Regia Marina italiana mette a segno l'acquisizione dell'elenco delle spie e dei sabotatori austriaci operanti in Italia, Francia, Gran Bretagna e Belgio, custodito nella cassaforte del consolato austriaco ubicato in Banhofstrasse Nº 69.
- 8 marzo-13 marzo (23-27 febbraio secondo il calendario giuliano, in uso nella Russia prerivoluzionaria): la Rivoluzione di febbraio, frutto della sollevazione, in gran parte spontanea, della popolazione e della guarnigione di Pietrogrado, sconvolge l'Impero russo.
- 15 marzo
  - (2 marzo del calendario giuliano): lo zar Nicola II Romanov abdica a Pskov in favore del fratello Michele (che però, informato il giorno dopo a Pietrogrado, rinuncia). Il potere passa in mano ad un governo a maggioranza socialdemocratica guidato da Aleksandr Fëdorovič Kerenskij. La famiglia imperiale viene posta agli arresti domiciliari.
  - Gran Bretagna: il Casato di Sassonia-Coburgo e Gotha si ridenomina Casa reale di Windsor.
- 6 aprile: gli Stati Uniti entrano nella prima guerra mondiale dichiarando guerra alla Germania.
- 16 aprile: Lenin ritorna in patria dall'esilio tedesco, giungendo alla Stazione Finlandia. Il giorno dopo pubblica le cosiddette "Tesi di aprile".
- 30 aprile: viene fondata l'Unione di Santa Caterina da Siena delle Missionarie della Scuola.
- 13 maggio: la Madonna appare per la prima volta a tre pastorelli a Fátima in Portogallo.
- 27 giugno: la Grecia entra nella prima guerra mondiale.
- luglio: fronte russo: inutile offensiva Kerenskij e successiva controffensiva tedesca.
- 1º agosto – Nota ai capi dei popoli belligeranti: appello di papa Benedetto XV alle parti belligeranti per la ricerca di una pace condivisa.
- agosto – settembre: Lenin scrive l'opuscolo Stato e rivoluzione.
- 22-28 agosto: a Torino scoppia una rivolta spontanea degli abitanti contro la guerra e la fame. Gli scontri causano più di 60 morti e circa 200 feriti.
- 14 (1) settembre: proclamazione della repubblica da parte di Aleksandr Fëdorovič Kerenskij.
- 24 ottobre-12 novembre: si svolge la battaglia di Caporetto.
- 28 ottobre: Luigi Cadorna emana il bollettino di guerra n. 887, in cui scarica la responsabilità della rotta di Caporetto sui soldati della 2ª armata
- 5 novembre: inizia la costruzione dell'Hangar dirigibili di Augusta.
- 7-8 novembre (24-25 ottobre del calendario giuliano): i bolscevichi assaltano il Palazzo d'Inverno, sede del governo provvisorio retto da Aleksandr Fëdorovič Kerenskij. È l'inizio della Rivoluzione d'ottobre che porta al potere Lenin.[1]
- 13-26 novembre: Prima battaglia del Piave
- 17 novembre: Il dirigibile tedesco LZ 104 parte da Jambol in Bulgaria per rifornire le truppe coloniali tedesche sull'altopiano di Makonde, in Tanzania.
- 6 dicembre – Finlandia: dichiarazione d'indipendenza dall'Impero russo
- 22 dicembre - Bielorussia: tregua di Brest-Litovsk; iniziano i colloqui di pace tra Russia, Germania, Impero austro-ungarico, Bulgaria, Impero ottomano. La Russia esce di fatto dalla prima guerra mondiale.

## Nati
Ci sono circa 1 520 voci su persone nate nel 1917; vedi la pagina Nati nel 1917 per un elenco descrittivo o la categoria Nati nel 1917 per un indice alfabetico.

## Morti
Ci sono circa 720 voci su persone morte nel 1917; vedi la pagina Morti nel 1917 per un elenco descrittivo o la categoria Morti nel 1917 per un indice alfabetico.

## Calendario
| Calendario 1917 | Calendario 1917 | Calendario 1917 | Calendario 1917 | Calendario 1917 | Calendario 1917 | Calendario 1917 | Calendario 1917 | Calendario 1917 | Calendario 1917 | Calendario 1917 | Calendario 1917 | Calendario 1917 | Calendario 1917 | Calendario 1917 | Calendario 1917 | Calendario 1917 | Calendario 1917 | Calendario 1917 | Calendario 1917 | Calendario 1917 | Calendario 1917 | Calendario 1917 | Calendario 1917 | Calendario 1917 | Calendario 1917 | Calendario 1917 | Calendario 1917 | Calendario 1917 | Calendario 1917 | Calendario 1917 | Calendario 1917 | Calendario 1917 |
| --------------- | --------------- | --------------- | --------------- | --------------- | --------------- | --------------- | --------------- | --------------- | --------------- | --------------- | --------------- | --------------- | --------------- | --------------- | --------------- | --------------- | --------------- | --------------- | --------------- | --------------- | --------------- | --------------- | --------------- | --------------- | --------------- | --------------- | --------------- | --------------- | --------------- | --------------- | --------------- | --------------- |
|                 | 1               | 2               | 3               | 4               | 5               | 6               | 7               | 8               | 9               | 10              | 11              | 12              | 13              | 14              | 15              | 16              | 17              | 18              | 19              | 20              | 21              | 22              | 23              | 24              | 25              | 26              | 27              | 28              | 29              | 30              | 31              |                 |
| Gennaio         | Lu              | Ma              | Me              | Gi              | Ve              | Sa              | Do              | Lu              | Ma              | Me              | Gi              | Ve              | Sa              | Do              | Lu              | Ma              | Me              | Gi              | Ve              | Sa              | Do              | Lu              | Ma              | Me              | Gi              | Ve              | Sa              | Do              | Lu              | Ma              | Me              |                 |
| Febbraio        | Gi              | Ve              | Sa              | Do              | Lu              | Ma              | Me              | Gi              | Ve              | Sa              | Do              | Lu              | Ma              | Me              | Gi              | Ve              | Sa              | Do              | Lu              | Ma              | Me              | Gi              | Ve              | Sa              | Do              | Lu              | Ma              | Me              |                 |                 |                 |                 |
| Marzo           | Gi              | Ve              | Sa              | Do              | Lu              | Ma              | Me              | Gi              | Ve              | Sa              | Do              | Lu              | Ma              | Me              | Gi              | Ve              | Sa              | Do              | Lu              | Ma              | Me              | Gi              | Ve              | Sa              | Do              | Lu              | Ma              | Me              | Gi              | Ve              | Sa              |                 |
| Aprile          | Do              | Lu              | Ma              | Me              | Gi              | Ve              | Sa              | Do              | Lu              | Ma              | Me              | Gi              | Ve              | Sa              | Do              | Lu              | Ma              | Me              | Gi              | Ve              | Sa              | Do              | Lu              | Ma              | Me              | Gi              | Ve              | Sa              | Do              | Lu              |                 |                 |
| Maggio          | Ma              | Me              | Gi              | Ve              | Sa              | Do              | Lu              | Ma              | Me              | Gi              | Ve              | Sa              | Do              | Lu              | Ma              | Me              | Gi              | Ve              | Sa              | Do              | Lu              | Ma              | Me              | Gi              | Ve              | Sa              | Do              | Lu              | Ma              | Me              | Gi              |                 |
| Giugno          | Ve              | Sa              | Do              | Lu              | Ma              | Me              | Gi              | Ve              | Sa              | Do              | Lu              | Ma              | Me              | Gi              | Ve              | Sa              | Do              | Lu              | Ma              | Me              | Gi              | Ve              | Sa              | Do              | Lu              | Ma              | Me              | Gi              | Ve              | Sa              |                 |                 |
| Luglio          | Do              | Lu              | Ma              | Me              | Gi              | Ve              | Sa              | Do              | Lu              | Ma              | Me              | Gi              | Ve              | Sa              | Do              | Lu              | Ma              | Me              | Gi              | Ve              | Sa              | Do              | Lu              | Ma              | Me              | Gi              | Ve              | Sa              | Do              | Lu              | Ma              |                 |
| Agosto          | Me              | Gi              | Ve              | Sa              | Do              | Lu              | Ma              | Me              | Gi              | Ve              | Sa              | Do              | Lu              | Ma              | Me              | Gi              | Ve              | Sa              | Do              | Lu              | Ma              | Me              | Gi              | Ve              | Sa              | Do              | Lu              | Ma              | Me              | Gi              | Ve              |                 |
| Settembre       | Sa              | Do              | Lu              | Ma              | Me              | Gi              | Ve              | Sa              | Do              | Lu              | Ma              | Me              | Gi              | Ve              | Sa              | Do              | Lu              | Ma              | Me              | Gi              | Ve              | Sa              | Do              | Lu              | Ma              | Me              | Gi              | Ve              | Sa              | Do              |                 |                 |
| Ottobre         | Lu              | Ma              | Me              | Gi              | Ve              | Sa              | Do              | Lu              | Ma              | Me              | Gi              | Ve              | Sa              | Do              | Lu              | Ma              | Me              | Gi              | Ve              | Sa              | Do              | Lu              | Ma              | Me              | Gi              | Ve              | Sa              | Do              | Lu              | Ma              | Me              |                 |
| Novembre        | Gi              | Ve              | Sa              | Do              | Lu              | Ma              | Me              | Gi              | Ve              | Sa              | Do              | Lu              | Ma              | Me              | Gi              | Ve              | Sa              | Do              | Lu              | Ma              | Me              | Gi              | Ve              | Sa              | Do              | Lu              | Ma              | Me              | Gi              | Ve              |                 |                 |
| Dicembre        | Sa              | Do              | Lu              | Ma              | Me              | Gi              | Ve              | Sa              | Do              | Lu              | Ma              | Me              | Gi              | Ve              | Sa              | Do              | Lu              | Ma              | Me              | Gi              | Ve              | Sa              | Do              | Lu              | Ma              | Me              | Gi              | Ve              | Sa              | Do              | Lu              |                 |

## Premi Nobel
In quest'anno sono stati conferiti i seguenti Premi Nobel:
- per la Pace: International Committee Of The Red Cross
- per la Letteratura: Karl Adolph Gjellerup, Henrik Pontoppidan
- per la Fisica: Charles Glover Barkla

## Arti

### Musica
- 27 marzo – All'Opéra di Monte Carlo va in scena La rondine di Giacomo Puccini diretta da Gino Marinuzzi.
- Gli Original Dixieland Jass Band (gli iniziatori del jazz) lanciano il loro primo brano musicale, intitolato Livery Stable Blues. È la prima canzone uscita a fini commerciali.